# Nakambale
Nakambale est le nom d'une ancienne mission finlandaise à Olukonda, en Namibie. Construit par le pasteur Martti Rautanen (1845-1926), surnommé Nakambale, le site comprend une église, une maison et un cimetière. Le site a été classé monument national de Namibie le 2 novembre 1992.

## Galerie

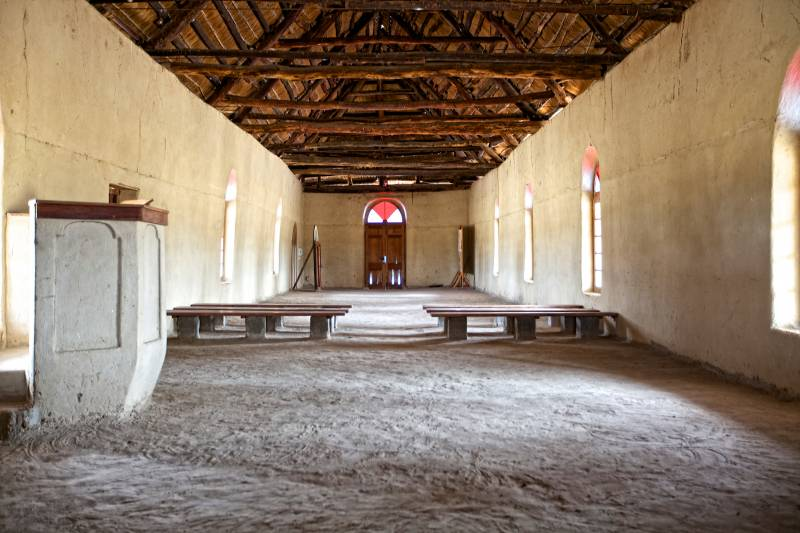
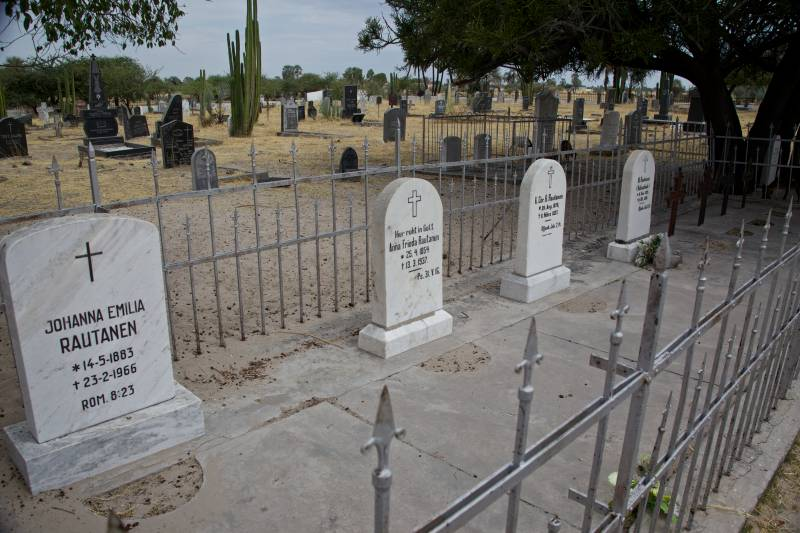
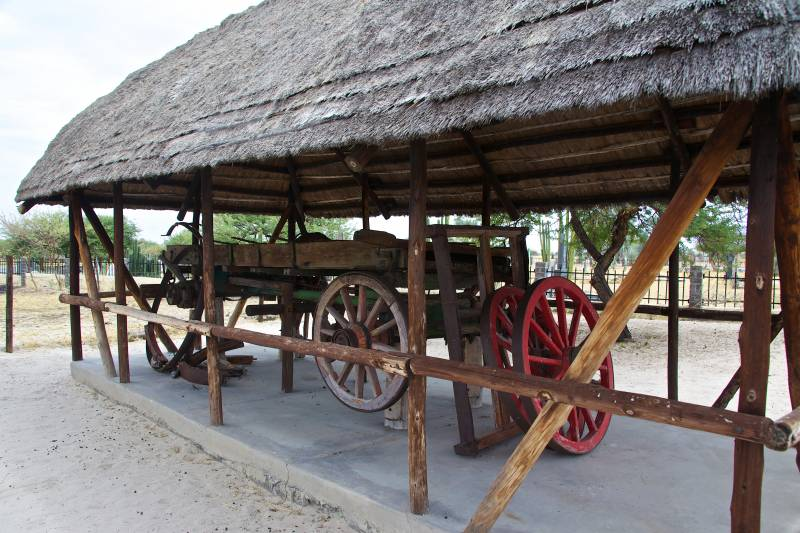